# Grañena (Jaén)
Grañena es una aldea situada en el término municipal de Jaén, a unos 7 km al norte de la ciudad. En ella viven 85 personas (año 2016).

## Descripción
La heredad de Grañena estaba compuesta en la Baja Edad Media principalmente por tres cortijos: Grañena La Alta, El Remolinar de Grañena y Grañena La Baja, los cuales a día de hoy aún se mantienen, estando habitados todo el año u ocupados temporalmente con motivo de tareas agrícolas o ganaderas. 
El cortijo de Grañena La Alta está compuesto por numerosas edificaciones familiares rurales adosadas unas a otras, alrededor de la más antigua. Se puede observar aún un oratorio, que ya existía en el año 1752. Alrededor de este complejo existen otras tres unidades constructivas, una de las cuales consiste en viviendas de trabajadores, de la segunda mitad del siglo XX, que da buena cuenta del gran desarrollo que tuvo esta explotación agrícola hasta los años '60 y '70.
Cerca del cortijo de Grañena La Alta se encuentra el Centro Ecuestre Grañena, dedicado al cuidado y doma de caballos y un almacén de bombonas de butano.
Frente al cortijo de El Remolinar de Grañena se sitúa la prisión provincial de Jaén. En este cortijo existe una almazara que produce y envasa su propio aceite.

## Economía
La economía de los habitantes de Grañena se basa principalmente en la agricultura: olivar y cultivos de regadío como alfalfa, trigo, algodón y maíz en la vega del río Guadalbullón. Además del mencionado centro ecuestre, del almacén de bombonas de butano y de la almazara del Remolinar, al Sur del cortijo de Grañena La Alta existe una vaquería, y un poco más alejada se encuentra una planta química de producción de fertilizantes agrícolas.

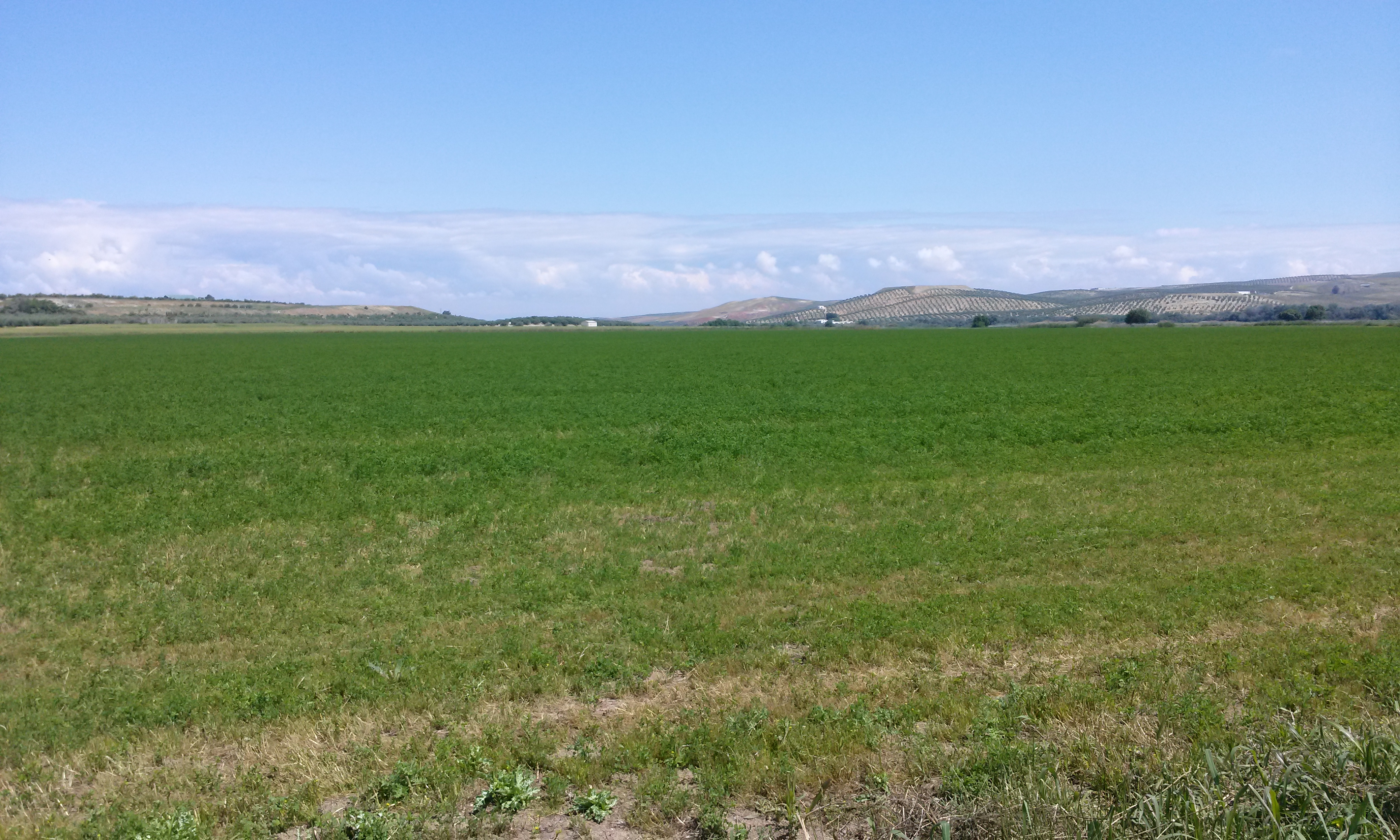
Siembras de alfalfa en la Vega del Guadalbullón, junto a Grañena La Alta.

## Toponimia

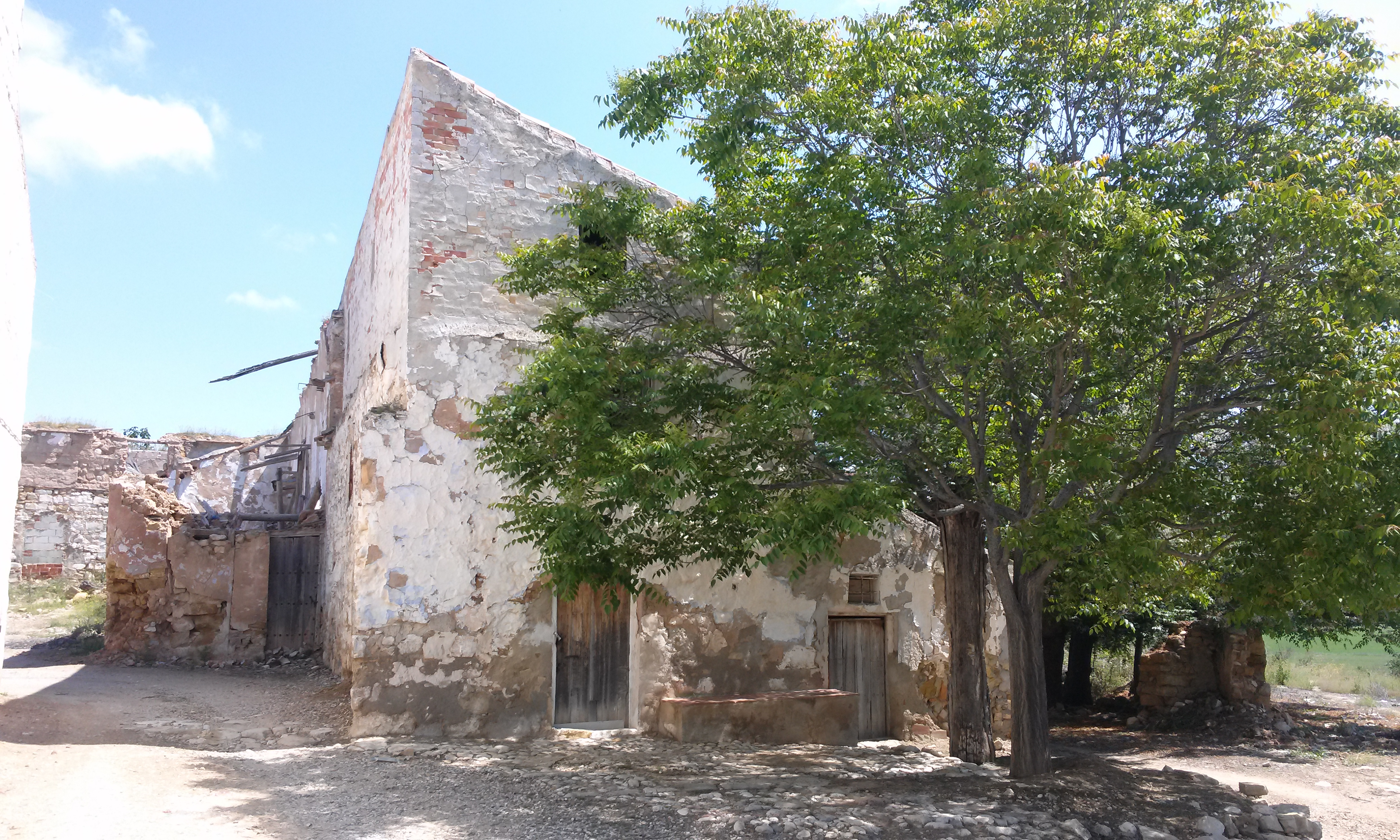
Edificación de la antigua cárcel de Grañena.

Está documentado que a finales del siglo X existía una población junto al río que se denominaba en árabe Quaranyāna. Todo parece indicar que la castellanización de este nombre dio lugar al de Grañena.

## Historia
La ocupación del Valle del Guadalbullón se ha documentado en esta zona desde épocas prehistóricas. Existen dos yacimientos arqueológicos, uno de villa romana y otro con pequeño asentamiento de la Edad del Cobre, villa Altoimperial y materiales Bajoimperial, Medieval Emiral y Almohades.
Al parecer, tras la conquista castellana el cortijo de Grañena La Alta se situó en su emplazamiento actual, más cerca de la ciudad de Jaén, conociéndose en el siglo XV como el cortijo de Grañena La Nueva, y el cortijo de Grañena La Baja como Grañena La Vieja, levantándose junto al poblamiento almohade que dio nombre al lugar.